# 希克曼 (內布拉斯加州)
希克曼（英語：Hickman）是位於美國內布拉斯加州蘭開斯特縣的城市。

## 人口
根據2020年美國人口普查的數據，希克曼的面積為2.31平方千米，皆為陸地。當地共有人口2607人，而人口密度為每平方千米1,129人。